# Замок Вартбург
За́мок Ва́ртбург (нем. Wartburg) — замок в Тюрингии, на горе близ города Айзенаха в северо-восточной части Тюрингенского Леса, на высоте 441 м над уровнем моря, памятник культурно-исторического наследия Германии. С 4 мая 1521 по 6 марта 1522 года в замке скрывался от преследования реформатор церкви Мартин Лютер. Здесь он сделал перевод Нового Завета на немецкий язык, создав текст, известный как Библия Лютера. В 1999 году замок внесён в Список Всемирного наследия ЮНЕСКО.

## Название
Согласно легенде, франконский ландграф Людвиг II (1140—1172), строивший основную часть замка, настолько был поражён красотой окружающей местности и высокой горой, что воскликнул: «Жди, гора! (нем. Warte, Berg!), скоро ты станешь моей крепостью».

## История

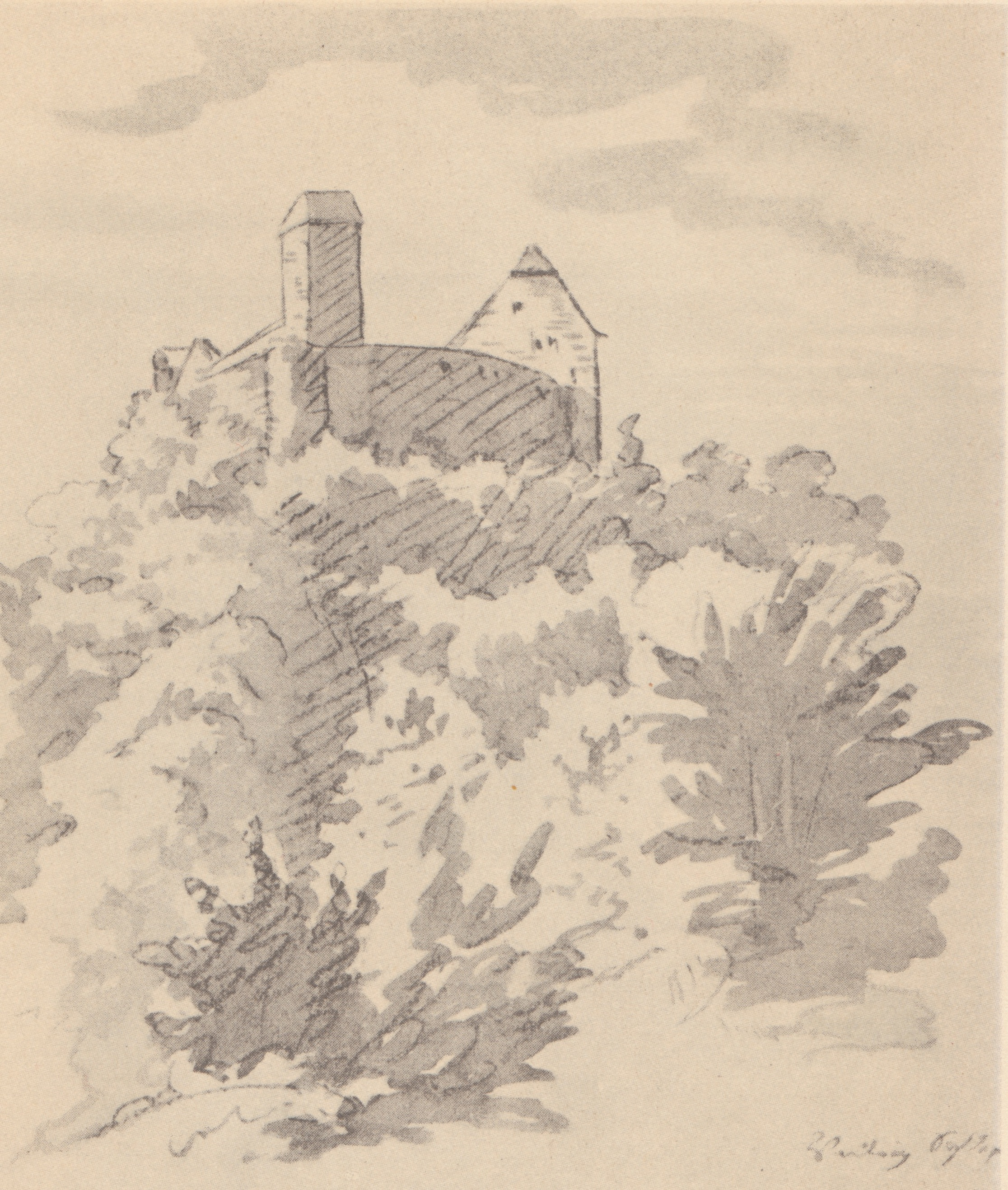
Замок Вартбург. Рисунок И. В. фон Гёте. 1777

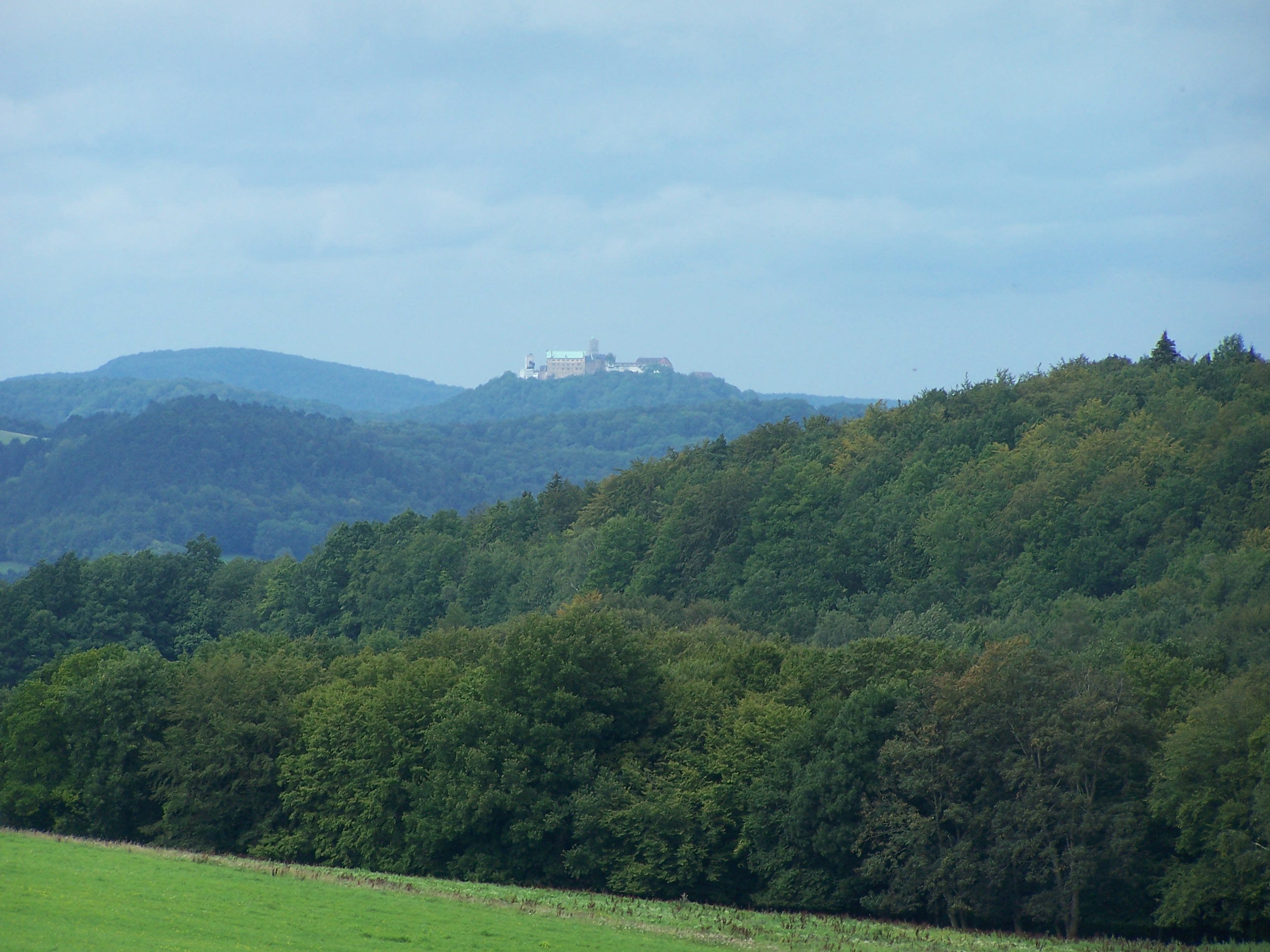
Вид на замок с востока

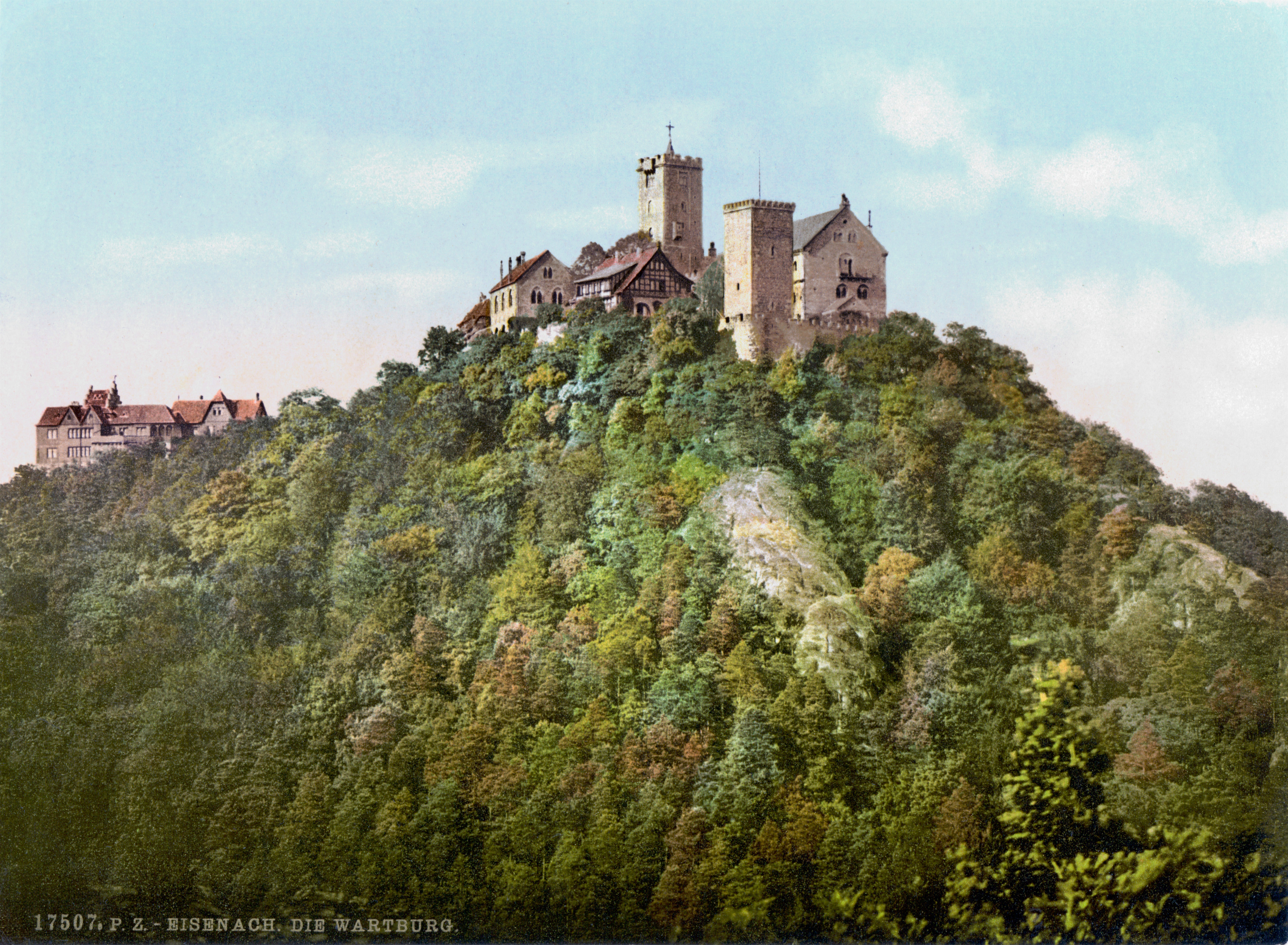
Замок Вартбург на открытке конца XIX века

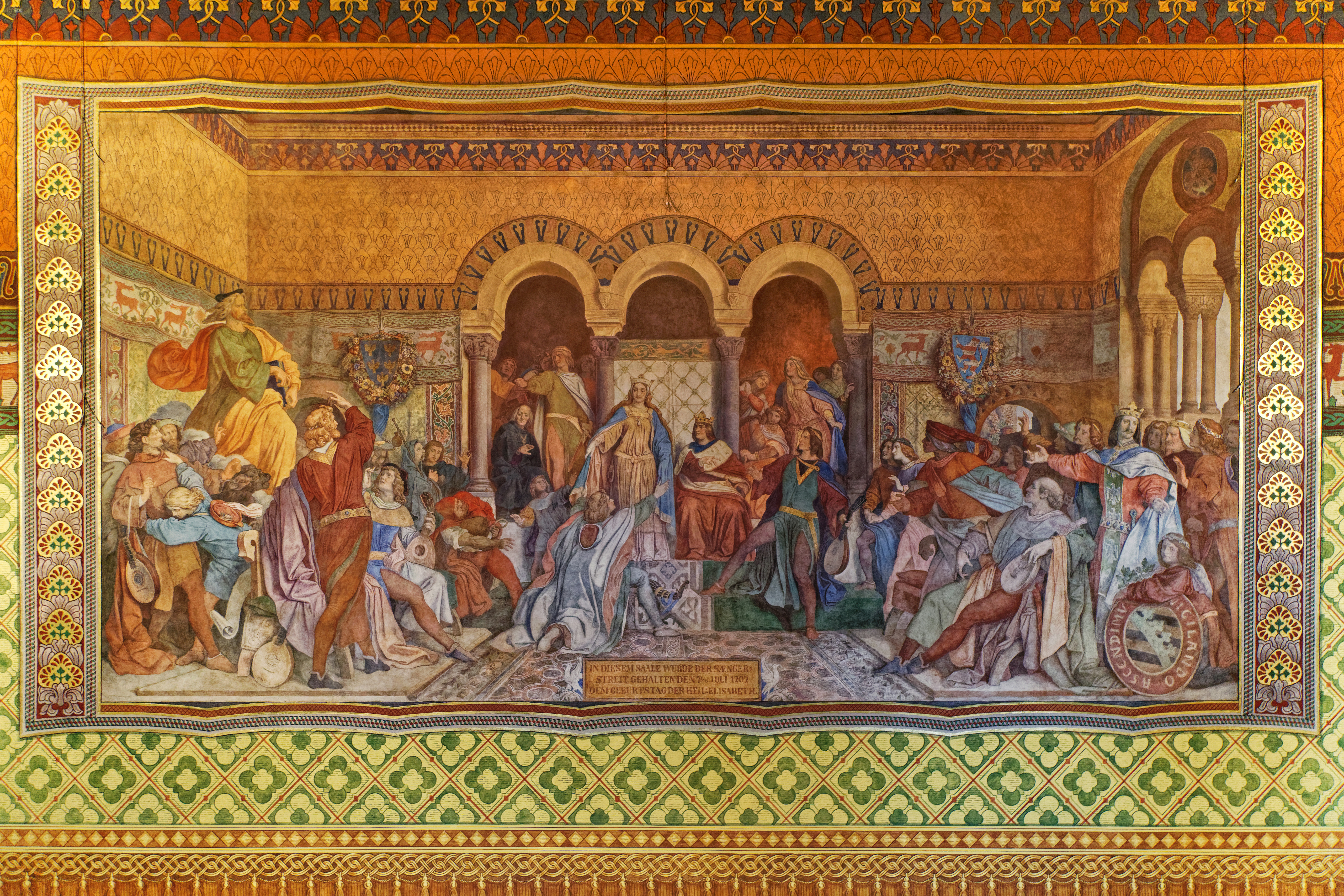
Мориц фон Швинд. Состязание певцов в Вартбурге. 1854—1855. Зал певцов. Фреска

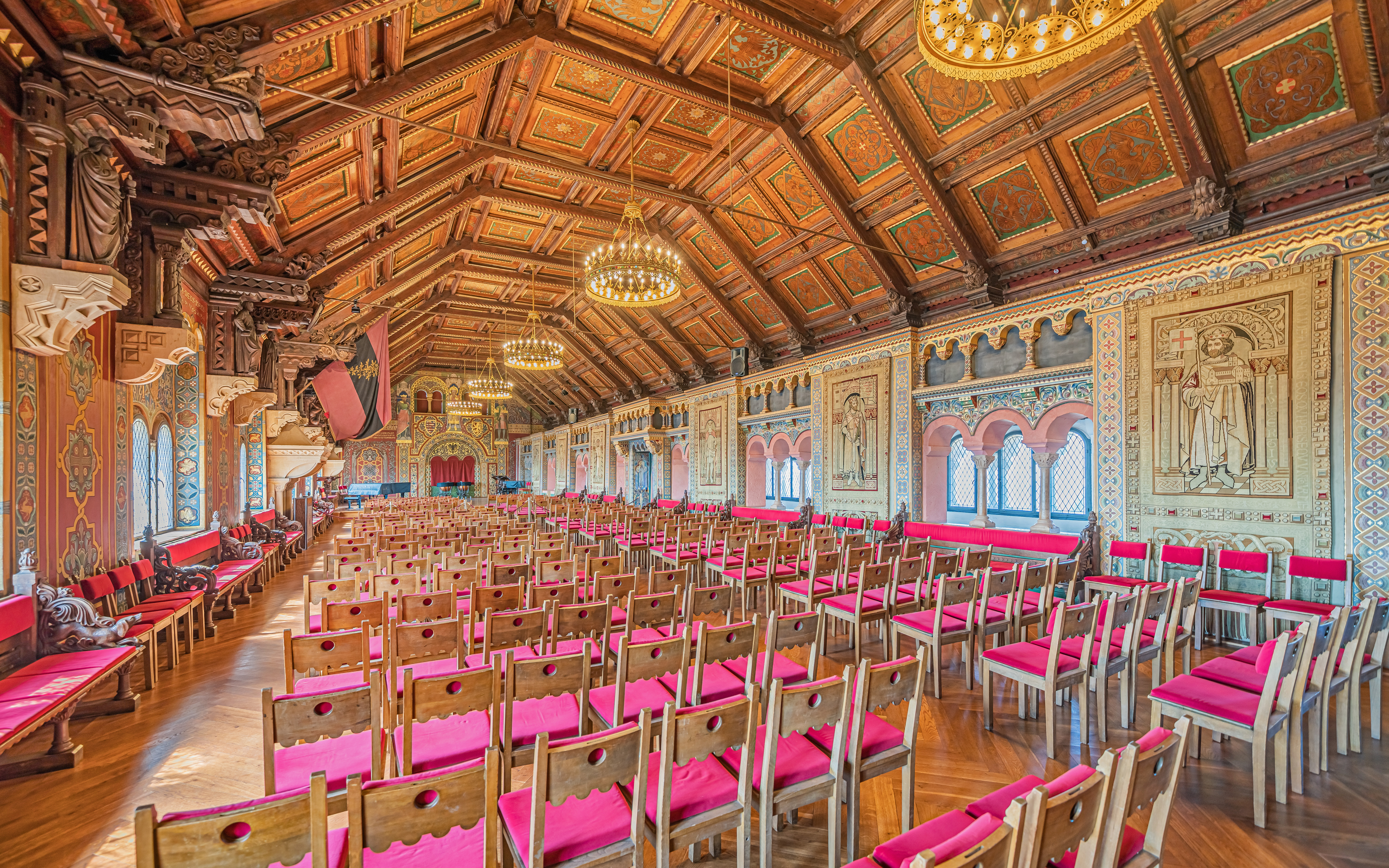
Зал для торжеств в Вартбурге

Замок Вартбург принадлежал знатному дворянскому роду Людовингов. Основатель рода Людвиг Бородатый (ок. 1020 — 1080) принадлежал к почти неизвестной графской фамилии фон Ринек (von Rieneck). Ему покровительствовал архиепископ Майнцский.
Сын (либо внук) Людвига Бородатого, известный как Людвиг Прыгун или Людвиг Скакун (1042/1065 — 1123), построил на горе замок Вартбург как своё родовое гнездо в 1067—1073 годах. Впервые замок упоминается в 1080 году в связи с нападением его гарнизона на военный отряд короля Генриха IV. В 1113 году Людвиг Прыгун, неудачно участвовавший в восстании против Генриха V, был вынужден сдать Вартбург в обмен на свою свободу. Это свидетельствует о военном значении замка в то время.
Сторонники архиепископа Майнцского Людовинги быстро добились власти и признания. В 1131 году сын Людвига Прыгуна Людвиг I получил от короля Лотаря III (император Священной Римской империи) титул ландграфа и был приравнен тем самым к герцогам. Замок в это время был деревянным, и от того облика ничего не сохранилось.
Значительную перестройку замка провёл ландграф Людвиг II (1140—1172). Под его руководством в 1156—1162 годах в замке был построен дворец, имеющий высокую культурно-историческую ценность; он представлял собой отдельно стоящее жилое здание с представительскими функциями. Восточная стена замка также относится к XII веку.
Последний Людовинг Генрих правил с 1227 по 1247 год. Замок Вартбург стал его постоянной и основной резиденцией. После смерти Генриха в 1247 году в результате борьбы за наследство замок отошёл Веттинам. Позднее Тюрингия отошла маркграфам Майсенским, и Вартбург стал их резиденцией.
В 1318 году замок сильно пострадал от пожара, возникшего вследствие удара молнии. В 1319 году начались восстановительные работы, тогда же были возведены большое отапливаемое строение и южная башня замка.
В XV веке замок утратил былое величие и значение. Это отразилось и на его архитектурном облике: вместо каменных зданий появились более дешёвые строения фахверковой конструкции.
Значительные архитектурные изменения Вартбург пережил в XIX веке. Начиная с 1840-х годов в замке проводились реставрационные работы по проекту архитектора-реставратора Хуго фон Ритгена.

## Культурное значение
В XII—XIII веках ландграфы Тюрингские, расширяя свои владения, «сделали Айзенах, Эрфурт, Веймар и Вартбург центрами поэтического и музыкального искусства. Окружающий пейзаж — зелень холмов, синева гор на горизонте, золото пашен — воспитывал чувство цвета и пространства у местных живописцев».
Во время правления тюрингского ландграфа Германна I (1190—1216) из рода Людовингов Вартбург стал одним из центров немецкого поэтического творчества. В замке происходили события, ныне ставшие легендарными. Наиболее известное из них — «Состязание певцов в Вартбурге» (нем. Sängerkrieg), известное также как «Вартбургская война» (часть легенды о Тангейзере), состоялось в 1206 или 1207 году.
В замке находятся восемь фресок работы академического живописца Морица фон Швинда: одна из них, под названием «Состязание певцов», расположена в Зале певцов, остальные — в Елизаветинской галерее.
Вартбург тесно связан с немецкой историей. С 1211 по 1227 год здесь жила святая Елизавета Тюрингская. С 4 мая 1521 по 1 марта 1522 года после суда в Вормсе в замке под именем младшего рыцаря Йорга (Junker Jörg) скрывался реформатор церкви Мартин Лютер. Для конспирации он отрастил бороду. Таким его изобразил близкий друг живописец Лукас Кранах Старший (в живописи и на гравюре 1521 года). Копия живописного портрета ныне помещена на стене комнаты Лютера (Lutherstube) в Вартбурге. В замке Вартбург Мартин Лютер сделал перевод Нового Завета на немецкий язык — этот текст известен как Библия Лютера.
Считается, что именно в Вартбурге в своей тайной комнате разгневанный Лютер запустил в дьявола чернильницей. С тех пор посетителям Вартбургского замка показывали тёмное пятно на стене. В 1712 году Вартбург посетил русский царь Пётр I. Он обследовал пятно, после чего сделал в книге посетителей знаменитую запись: «Чернила новые, и совершенно сие неправда». Ныне от чернильного пятна ничего не осталось — лишь выщербленная балка в стене рядом с изразцовой зелёной печью. Но на столе под стеклом тщательно сохраняется экземпляр лютеровской Библии
Замечательным памятником романской архитектуры является Дворец ландграфов. Особенно интересны колонны с фантастическими рельефами на капителях, аркады и бифории (двойные окна с колонками посередине). Квадратная башня — бергфрид, в которую раньше можно было попасть только по приставной лестнице, высится и теперь, хотя и в несколько изменённом виде.
Несколько раз замок посещал Иоганн Вольфганг фон Гёте, в первый раз — в 1777 году. Во время своих визитов в Эйзенах и замок Вильгельмсталь Гёте имел возможность ознакомиться с историей замка Вартбург на месте. Он также выполнил эскизные зарисовки замка. С 1815 года Гёте думал о создании в Вартбурге художественного музея. В этом контексте в Веймаре были проведены консультации с государственным министром Великого герцога Кристианом Готлобом фон Фойгтом с целью содействия приобретению преимущественно предметов сакрального искусства. С их помощью Гёте намеревался придать в то время опустевшему замку ощущение подлинности и жизни.
Гёте писал: «Такие предметы были бы тем более желанными, что их можно было бы использовать для украшения капеллы в Вартбурге и они могли бы снова придать рыцарскому замку аналогичные украшения. Учитывая нынешнюю любовь и страсть к остаткам старого немецкого искусства, это приобретение имеет большое значение, и Вартбург привлечёт в будущем гораздо больше паломников». Позднее эти предметы легли в основу коллекций резных скульптур Тюрингенского музея.
18 октября 1817 года в замке состоялось Вартбургское празднество — съезд немецких студенческих обществ; второе Вартбургское празднество прошло в революционном 1848 году.
С XIX века замок Вартбург стал национальным памятником немецкого народа.

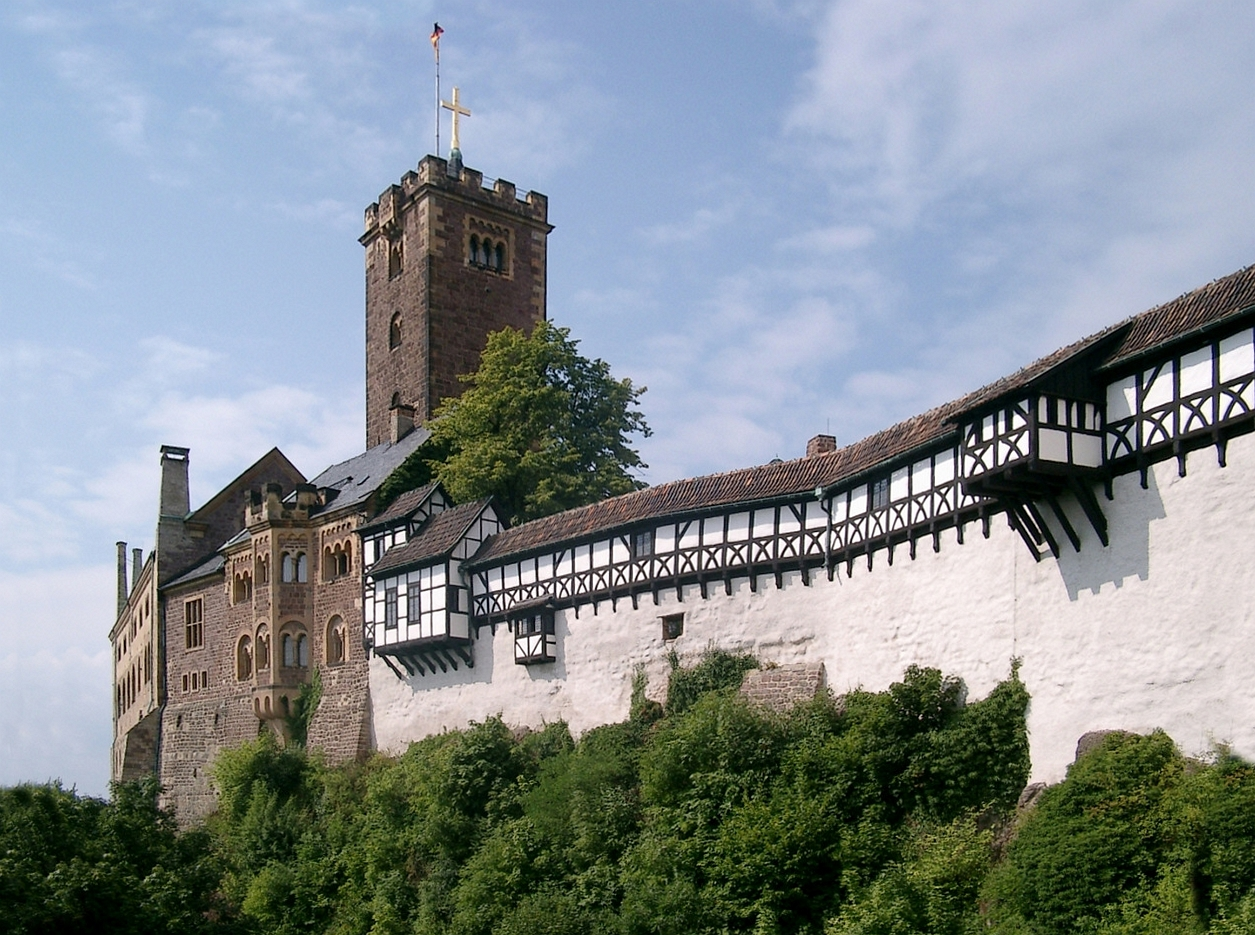
Вид на замок со стороны моста. Фотография 2005 г.
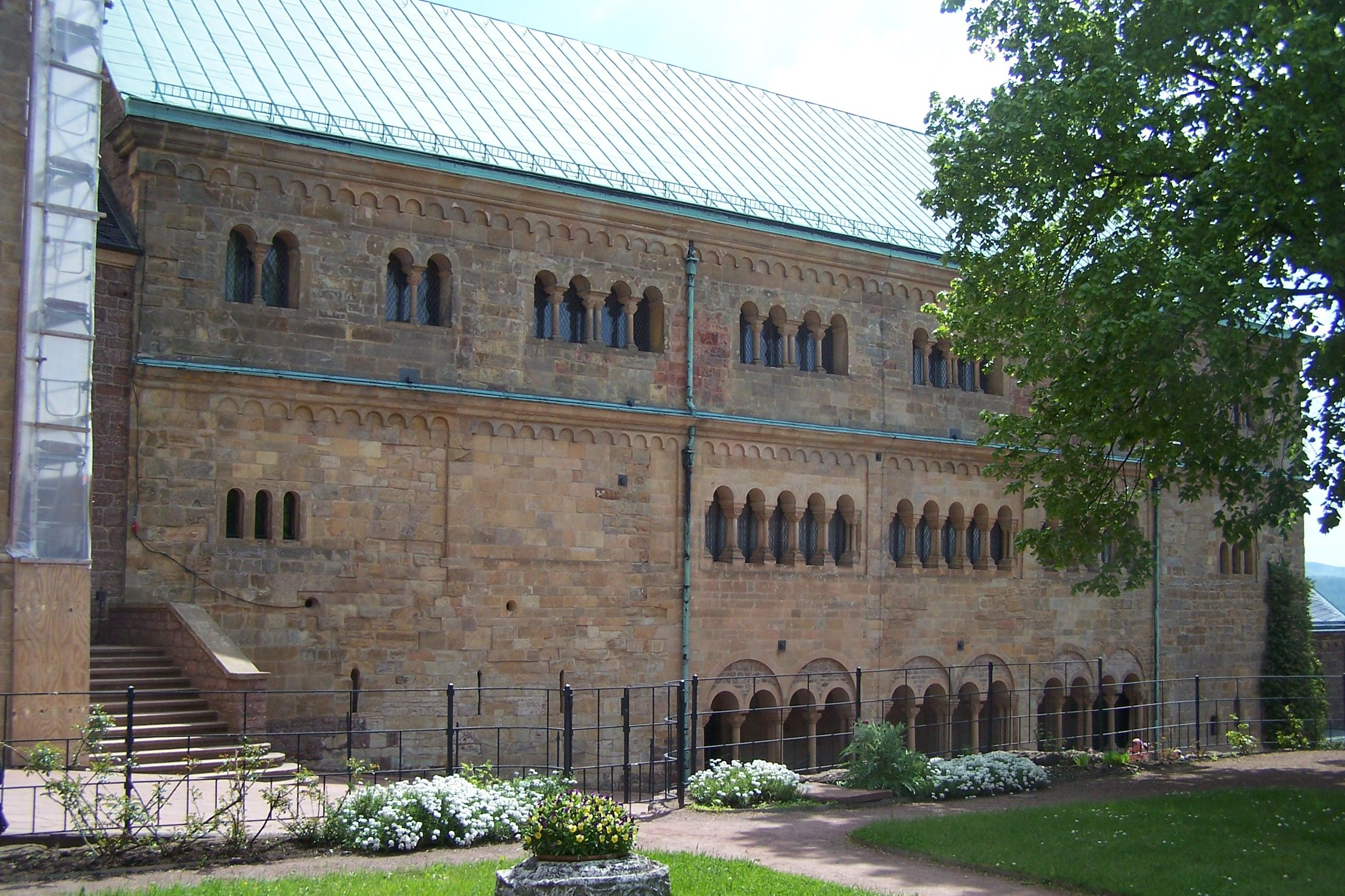
Наружный вид дворца. Западный фасад
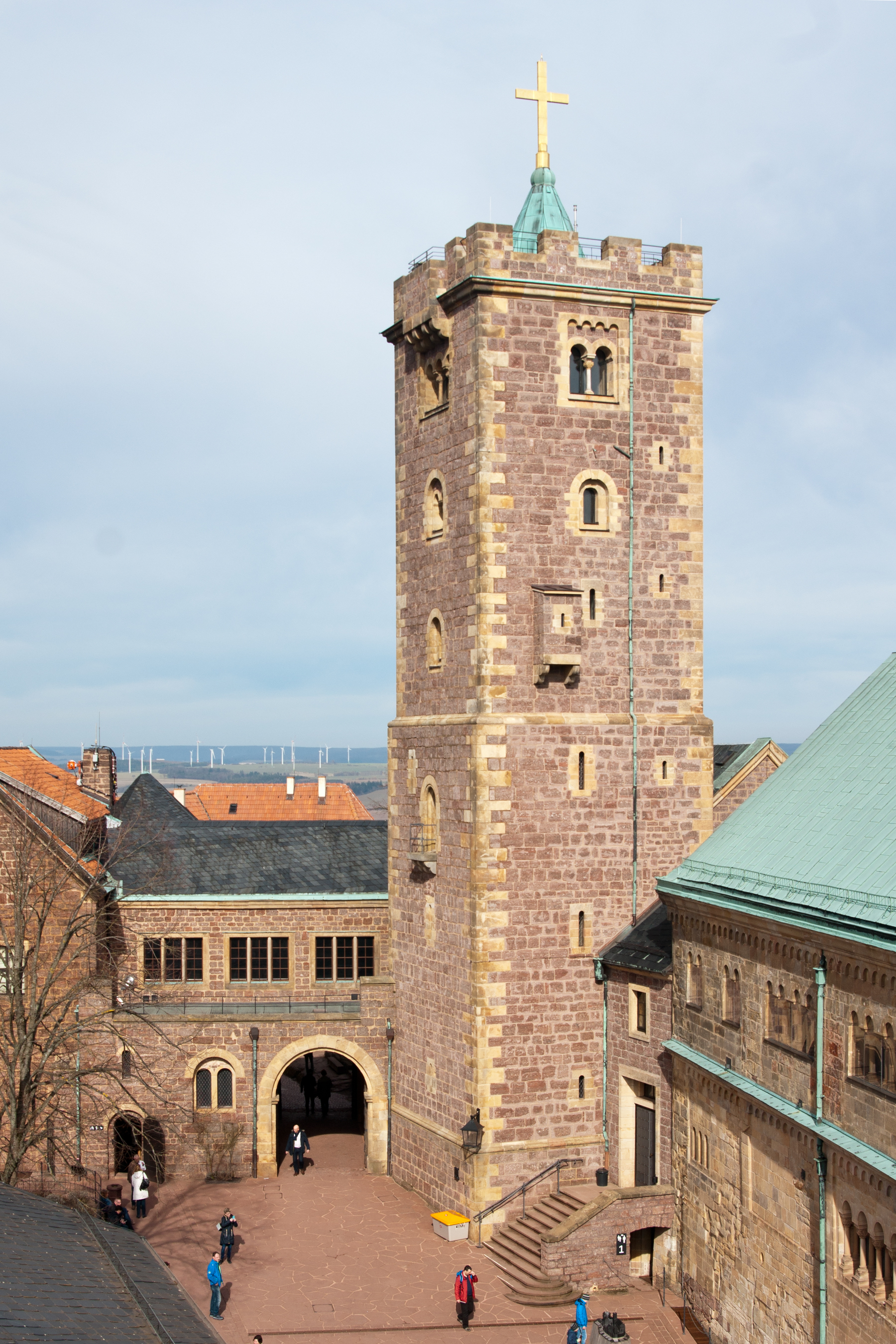
Бергфрид
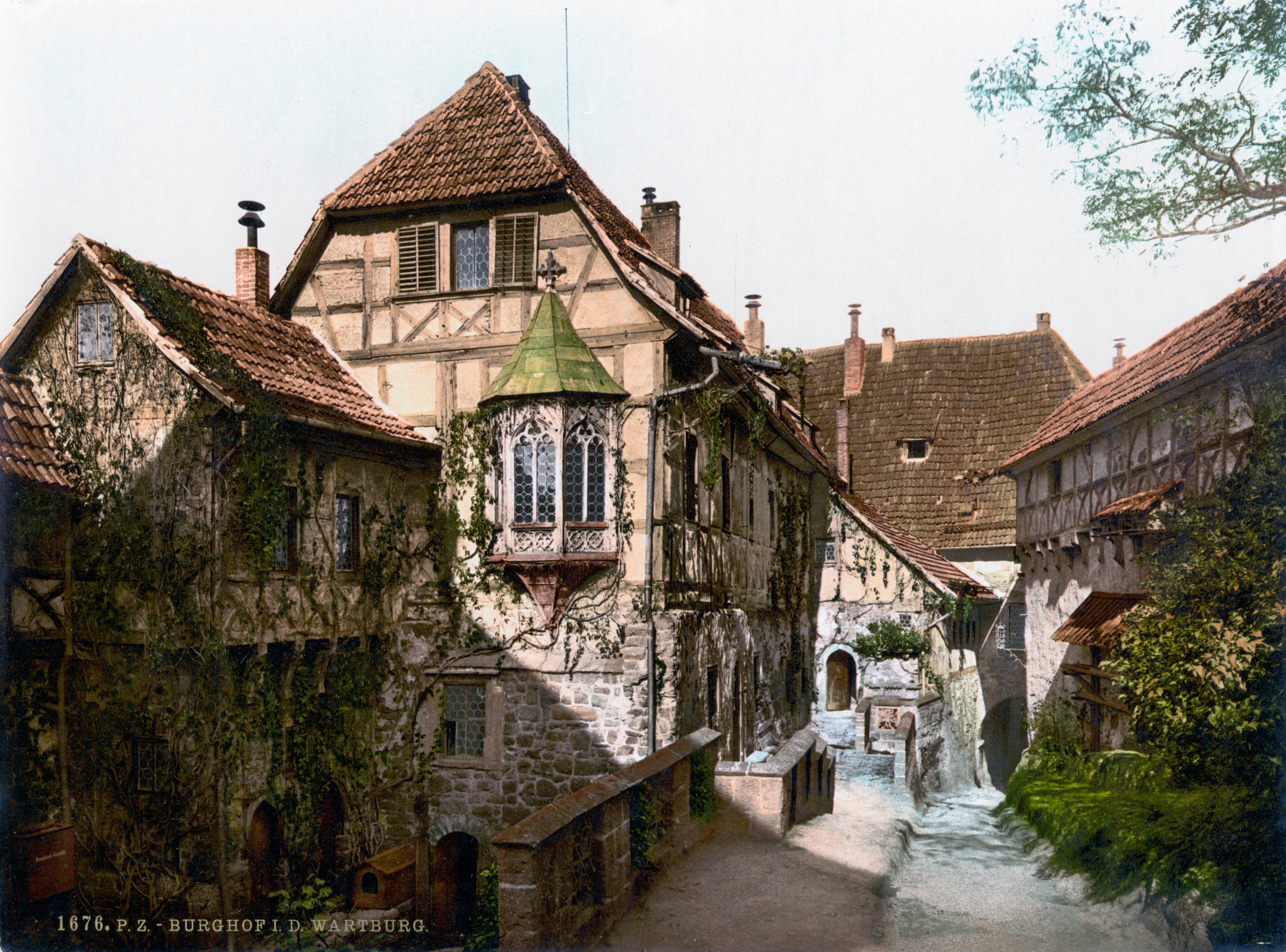
Изначальный внутренний двор замка. Видовая открытка. 1900 г.
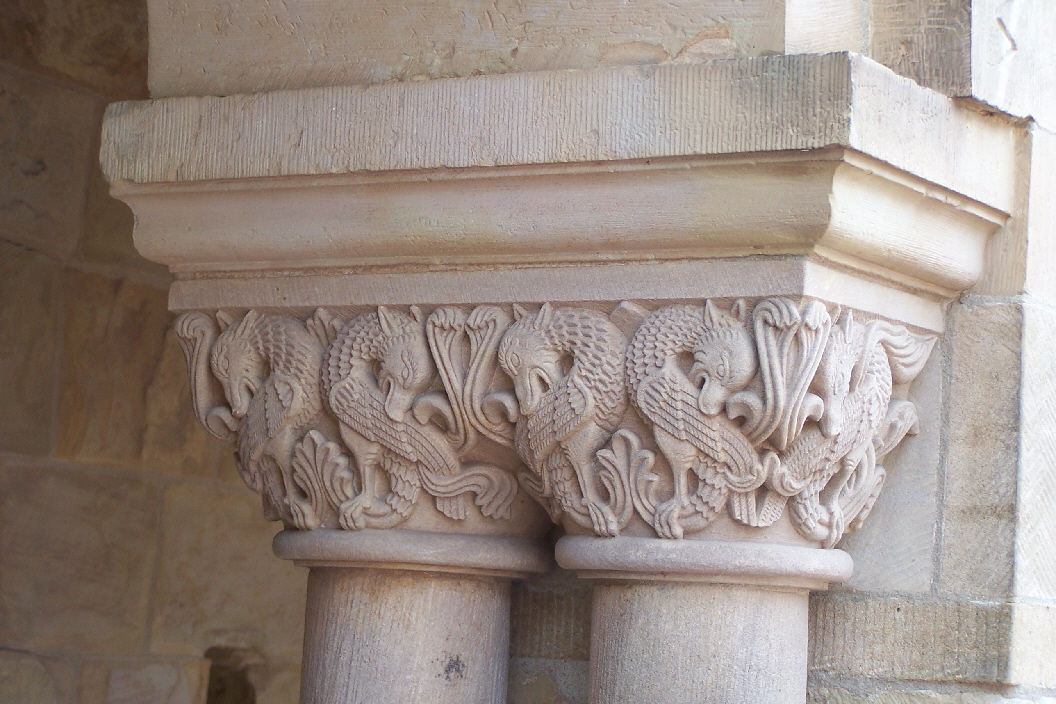
Капители Дворца ландграфов
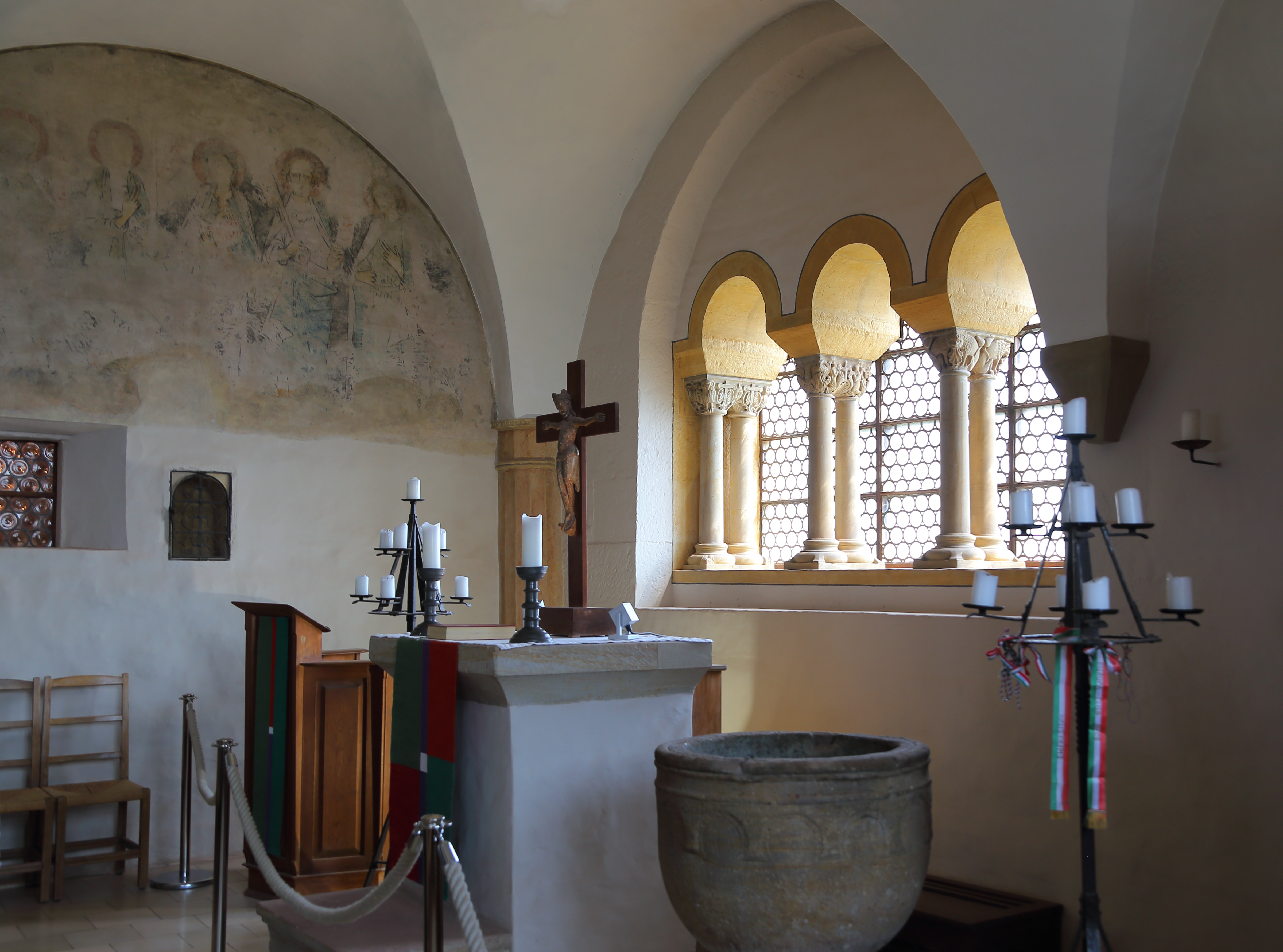
Капелла замка
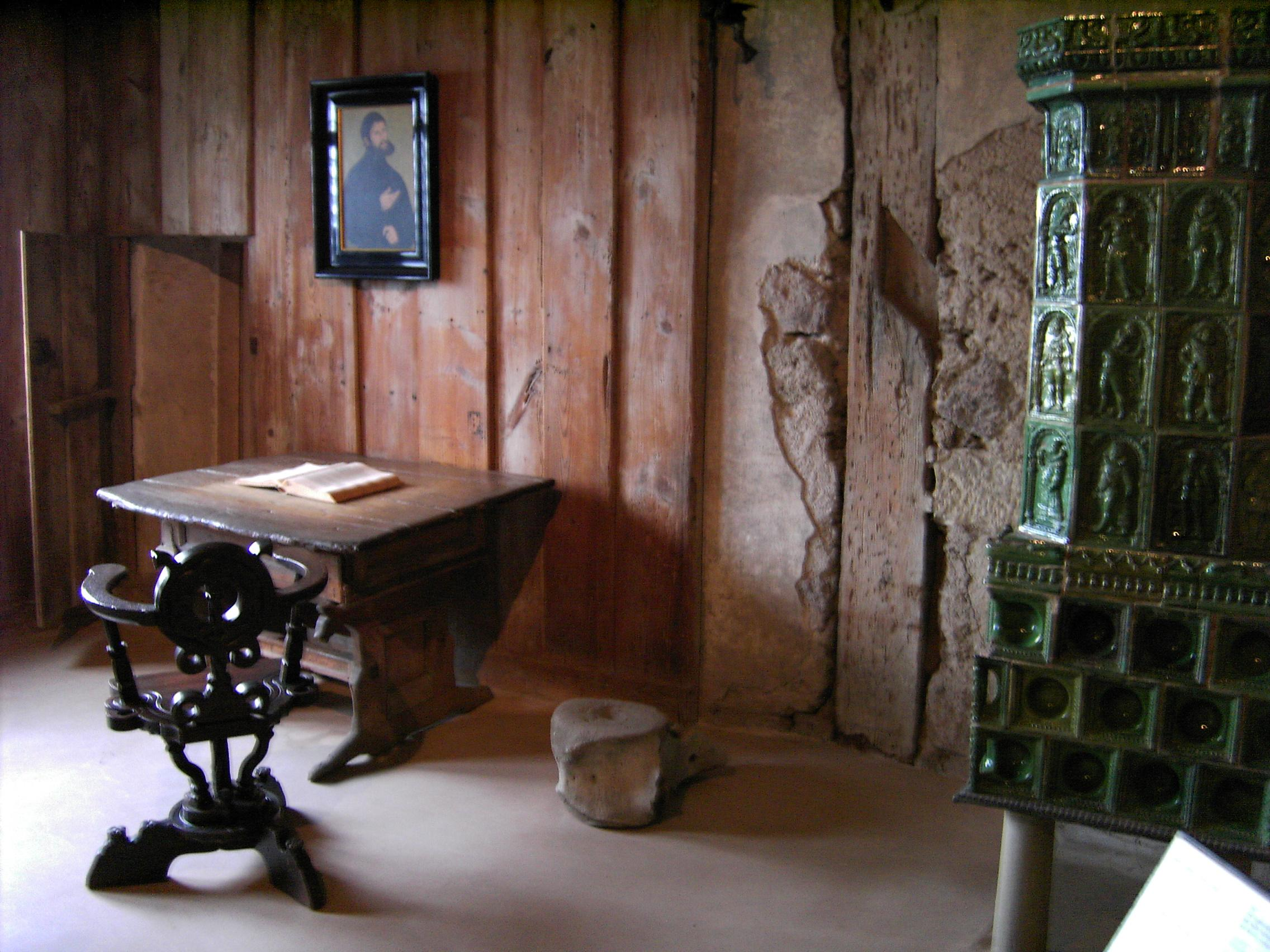
Комната Лютера. Архивная фотография
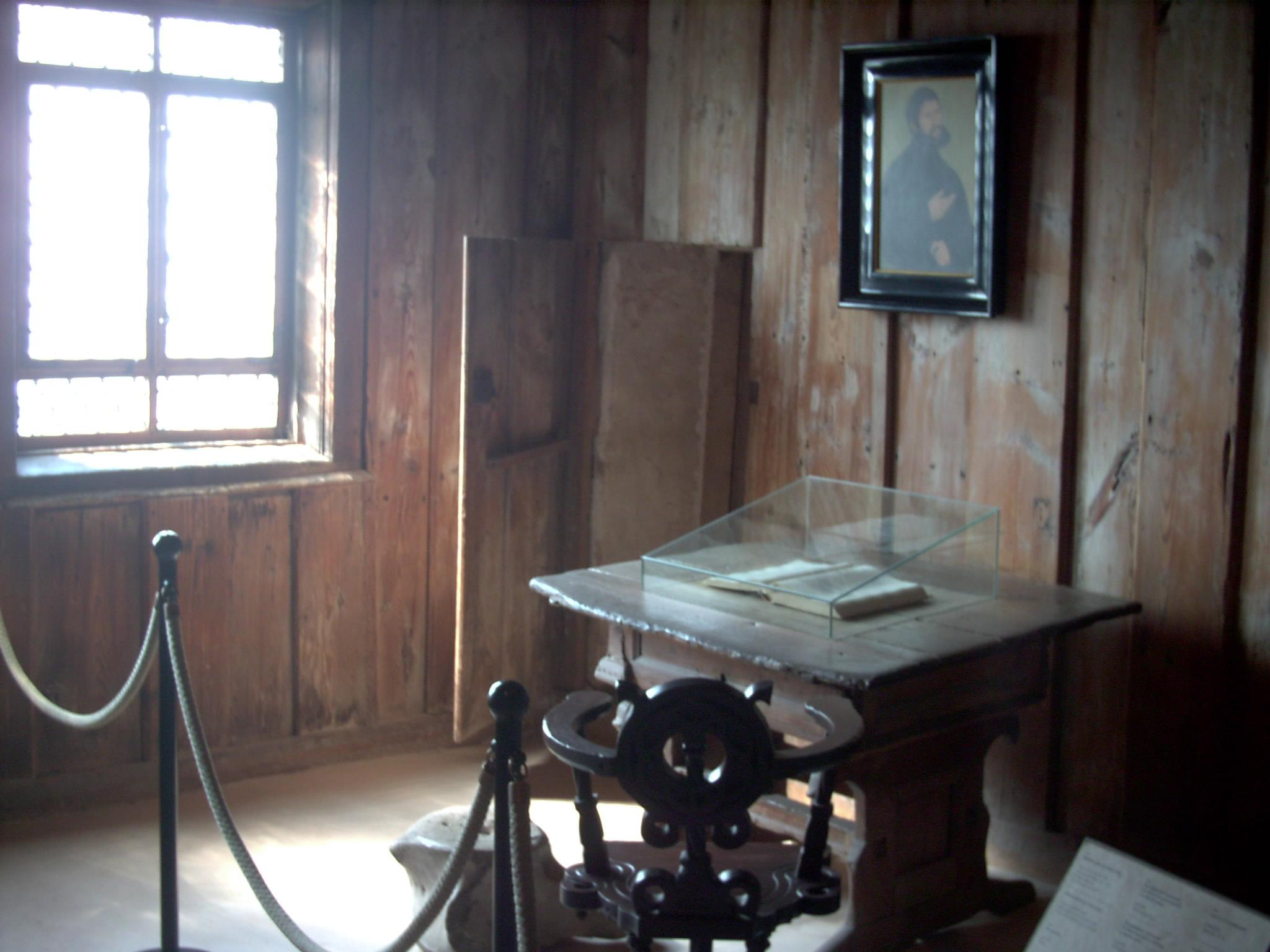
Комната Лютера в наши дни
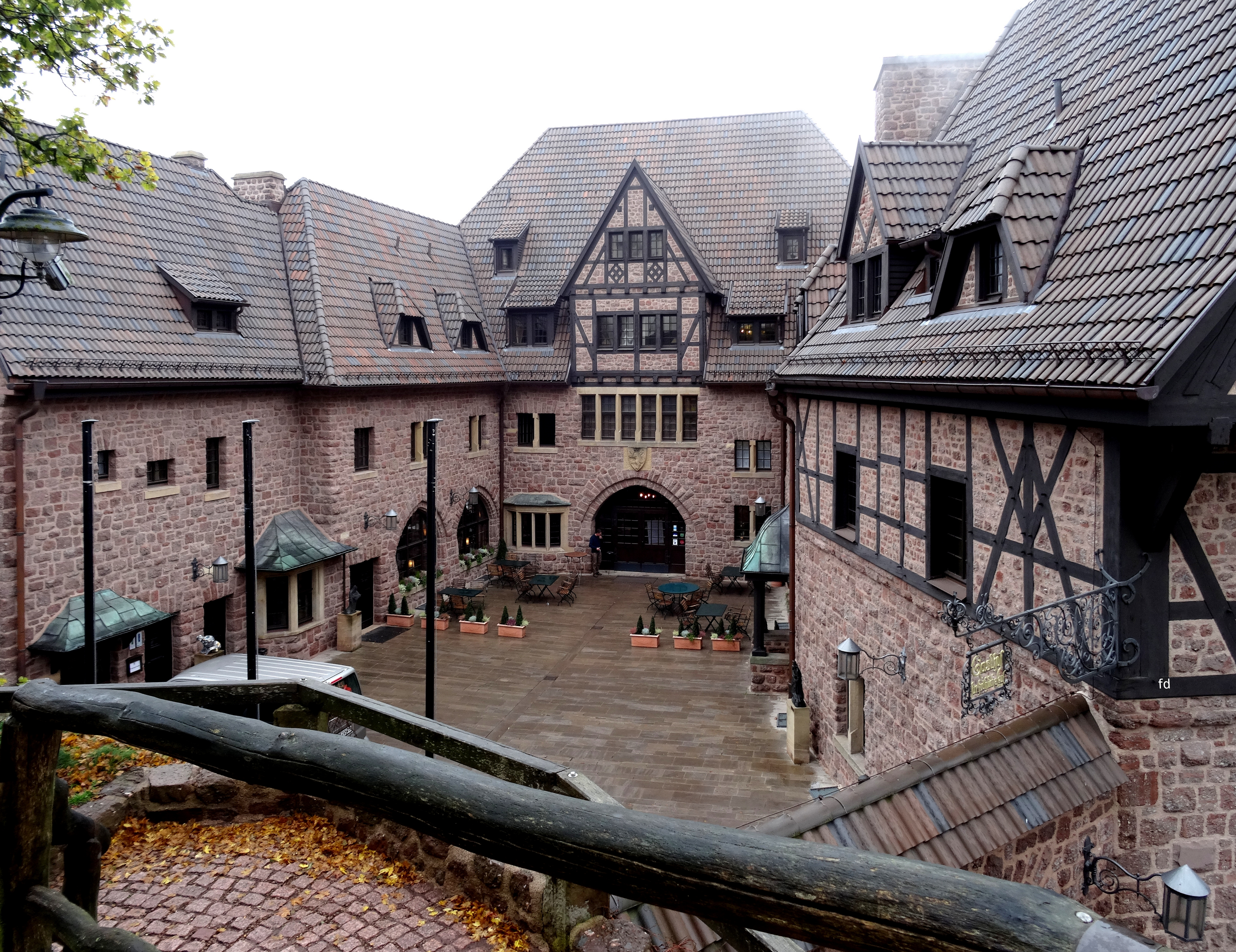
Постоялый двор Вартбурга. 2015 г.
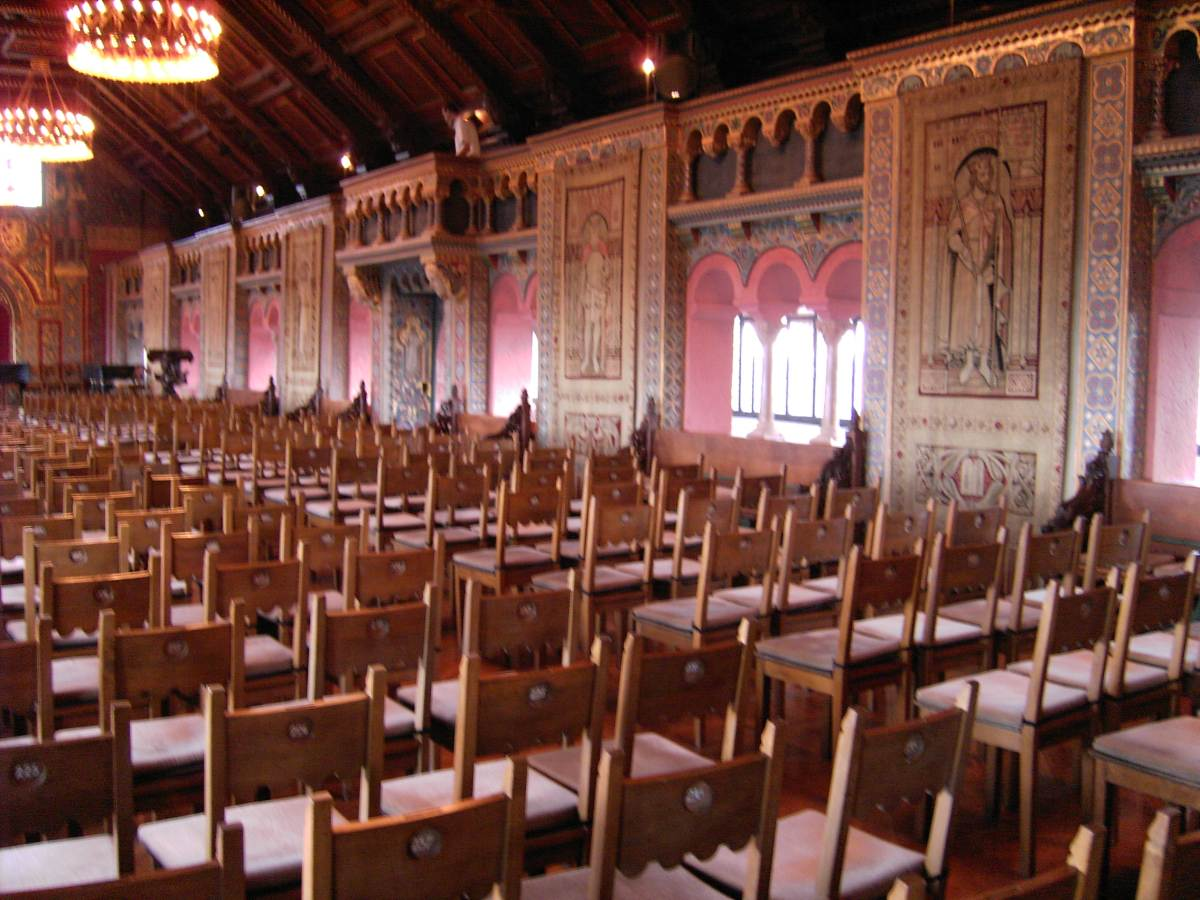
Фестивальный зал